# Scarabaeus kwiluensis
Scarabaeus kwiluensis är en skalbaggsart som beskrevs av Emile Janssens 1940. Scarabaeus kwiluensis ingår i släktet Scarabaeus och familjen bladhorningar. Inga underarter finns listade i Catalogue of Life.